# Hata Teruo

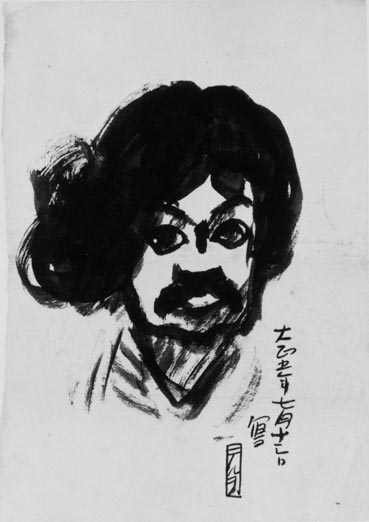
Selbstbildnis, 1917

Hata Teruo (japanisch 秦 テルヲ, Nachname auch Hada gelesen, Vorname bei gleicher Lesung eigentlich 輝男 geschrieben; geb. 20. März 1887 in Hiroshima; gest. 25. Dezember 1945 in Kioto) war ein japanischer Maler der Kyōto-Schule der Taishō- und Shōwa-Zeit.

## Leben und Werk
Hata verlor mit 9 Jahren seinen Vater, was zu schwierigen Lebensumständen führte. Trotzdem machte er seinen Abschluss an der „Städtischen Schule für Kunst und Kunstgewerbe“ (京都市立美術工芸学校, Kyōto shiritsu bijutsu kōgei gakkō) in Kioto. Zu Beginn malte er in Kyōto und Kōbe die unter kümmerlichen Verhältnissen lebenden Arbeiter und ihre Viertel. 1909 schloss er sich der Gruppe junger Künstler an, die sich in der „Heigo-Gruppe“ an, in der er eine wichtige Rolle spielte. Als dann im folgenden Jahr die „Gruppe der schwarzen Katze“ (黒猫会, Kuroneko-kai) Ono Chikkyō (小野 竹喬; 1889–1979), Tsuchida Bakusen, Tsuda Seifū (津田 青楓; 1880–1978) gegründet wurde, wurde er auch dort Mitglied. Nachdem diese Gruppe sich jedoch schon bald wieder aufgelöst hatte, schloss sich Hata keiner Gruppe mehr an. 1913 eröffnete Hata, zusammen mit Nonagase Banka (1889–1964) die „Banka-Teruo-Ausstellung“ in Kioto aus Protest gegen die staatliche Kunstausstellung.
Ab 1914 führte Hata ein unstetes Leben, wohnte in Osaka, Kōbe, Tokio. Als jedoch ein Kind geboren wurde, ließ er sich 1921 in der Ortschaft Kamo im Landkreis Sōraku, heute ein Ortsteil von Kizugawa nieder. Er begann, sich für Maler wie Gaugin zu interessieren, wandte sich nach und nach religiösen Themen zu. 1929 zog er nach Kitashirakawa in der Stadt Kioto. Während des Pazifikkriegs schuf er kleinformatige Zeichnungen schwermütigen Inhalts.
Hata wurde bekannt mit seinen eigenwilligen Mutter-Kind-Bildern, Landschaften und Bildern mit buddhistischem Inhalt. Er nimmt in der Geschichte der Nihonga-Malerei eine eigenwillige Position ein.

## Bilder

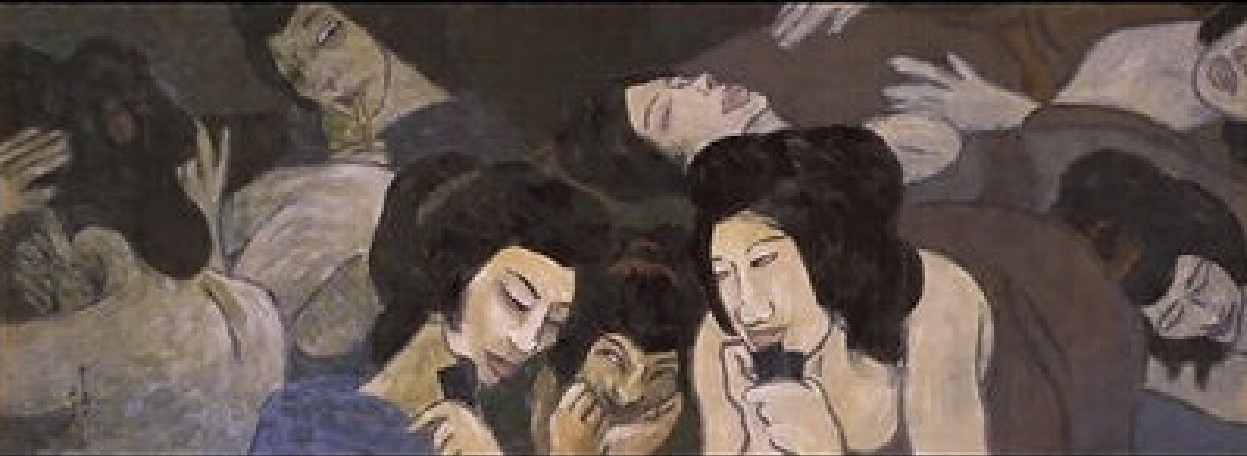
Hanafuda im Bordell, 1913
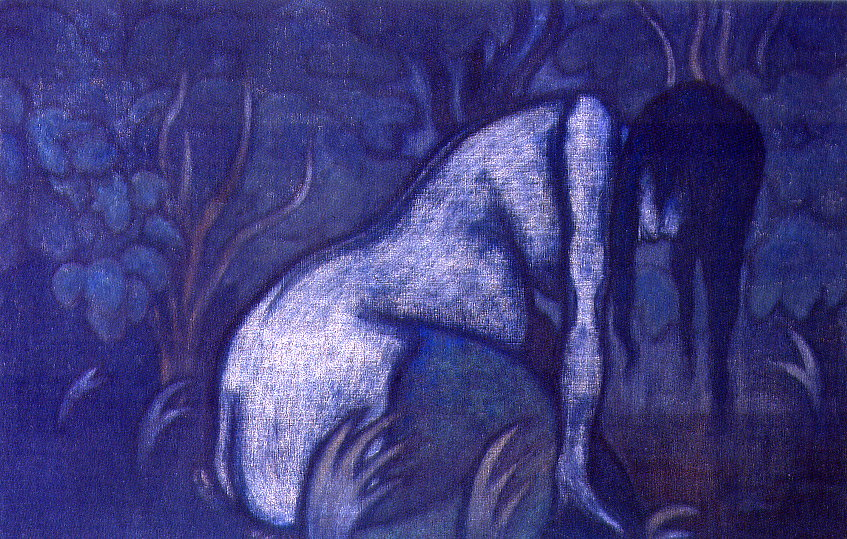
„Blut-Teich, 1919“
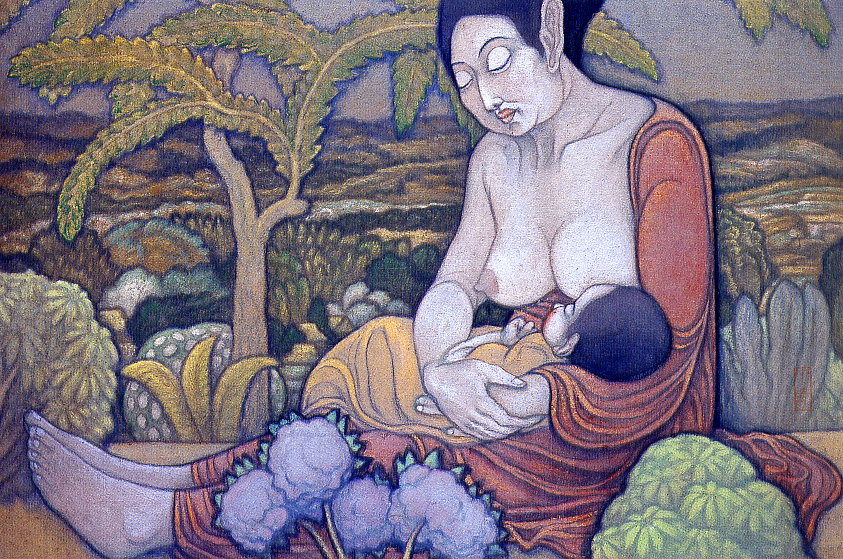
Frau mit Kind, 1919
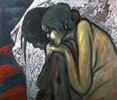
„Wenn du in den Abgrund schaust“
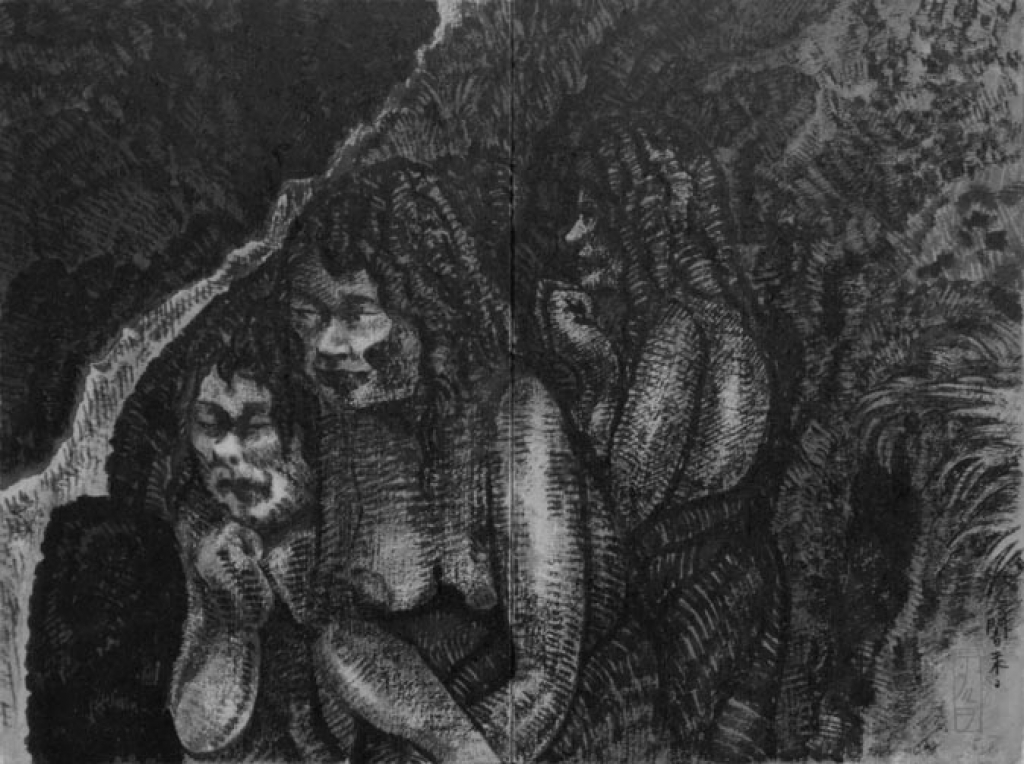
Aus der Autobiografie, 1937